# Cyclocardia
Cyclocardia es un género de moluscos de la familia Carditidae. Fue descrito por Timothy Abbott Conrad en 1867.

## Especies
- Cyclocardia astartoides (Martens, 1878)
- †Cyclocardia awamoensis (Harris, 1897)
- Cyclocardia bailyi (J. Q. Burch, 1944)
- Cyclocardia barbarensis (Stearns, 1890)
- Cyclocardia beebei (Hertlein, 1958)
- Cyclocardia borealis (Conrad, 1831)
- †Cyclocardia christiei (Marwick, 1929)
- Cyclocardia compressa (Reeve, 1843)
- Cyclocardia congelascens (Melvill y Standen, 1912)
- Cyclocardia crassidens (Broderip y Sowerby I, 1829)
- Cyclocardia crebricostata (A. Krause, 1885)
- Cyclocardia dalek Pérez y Del Río, 2017
- †Cyclocardia elegans Lamarck 1806
- Cyclocardia gouldii (Dall, 1903)
- †Cyclocardia granulata (Say, 1824)
- Cyclocardia incisa (Dall, 1903)
- Cyclocardia isaotakii (Tiba, 1972)
- †Cyclocardia magna Quilty, Darragh, Gallagher y Harding, 2016
- †Cyclocardia marama (P. A. Maxwell, 1969)
- Cyclocardia moniliata (Dall, 1903)
- †Cyclocardia moniligena Hickman, 2015
- Cyclocardia nipponensis M. Huber, 2010
- Cyclocardia novangliae (E. S. Morse, 1869)
- Cyclocardia ovata (Riabinina, 1952)
- †Cyclocardia pseutella (Marwick, 1929)
- Cyclocardia ripensis Popov y Scarlato, 1980
- Cyclocardia rjabininae (Scarlato, 1955)
- Cyclocardia spurca (G.B. Sowerby I, 1833)
- Cyclocardia thouarsii (d'Orbigny, 1842)
- Cyclocardia umnaka (Willett, 1932)
- Cyclocardia velutina (E.A. Smith, 1881)
- Cyclocardia ventricosa (Gould, 1850)